# Marquel Lee
Marquel Lee (21 ottobre 1995) è un giocatore di football americano statunitense che milita nel ruolo di linebacker per gli Oakland Raiders della National Football League  (NFL).

## Biografia

### Carriera professionistica
Lee al college giocò a football alla Wake Forest University dal 2013 al 2016. Fu scelto dagli Oakland Raiders nel corso del quinto giro (168º assoluto) del Draft NFL 2017. Debuttò come professionista partendo come titolare nella gara del primo turno vinta contro i Tennessee Titans in cui mise a segno 2 tackle.